# Megalopaussus
Megalopaussus is een geslacht van kevers uit de familie van de loopkevers (Carabidae). De wetenschappelijke naam van het geslacht is voor het eerst geldig gepubliceerd in 1906 door Lea.

## Soorten
Het geslacht Megalopaussus is monotypisch en omvat slechts de volgende soort:
- Megalopaussus amplipennis Lea, 1906